# Friedrich Ludwig Rembe
Friedrich Ludwig Rembe (* 11. Mai 1784 in Homberg (Efze); † 18. Juni 1867 in Kassel) war ein deutscher Amtmann, Kreisrat und Abgeordneter.

## Leben
Friedrich Ludwig Rembe wurde nach Ende seiner schulischen oder sonstig nicht bekannten Ausbildung zunächst Amtmann von Hasungen und Wilhelmshöhe. Zwischen 1821 und 1848 war er Kreis- bzw. Landrat des Landkreises Rotenburg (Fulda).

## Politik
Von 1839 bis 1840 war er Mitglied im 7. Landtag der Kurhessischen Ständeversammlung für Spangenberg-Land.

## Familie
Rembe war mit Amalie Friederike Eleonore, geb. Kleinschmidt verheiratet.